# Holotelson decoratus
Holotelson decoratus is een pissebed uit de familie Sphaeromatidae. De wetenschappelijke naam van de soort is voor het eerst geldig gepubliceerd in 1985 door Nunomura & Ikehara.